# Idaea pallidata
Idaea pallidata is een nachtvlinder uit de familie van de spanners (Geometridae).
De spanwijdte van deze vlinder is 18 tot 20 millimeter bij de mannetjes, en 16 tot 19 millimeter bij de vrouwtjes. De basiskleur bij de mannetjes is licht geelgrijs, bij de vrouwtjes wit. Over de vleugels lopen vage gespikkelde banden.
De soort gebruikt diverse lage planten als waardplanten en heeft een voorkeur voor verdroogde en dorre blaadjes. De soort vliegt in een jaarlijkse generatie van halverwege mei tot halverwege juni. De rups is te vinden van juni tot mei en overwintert.
De soort komt voor op een groot deel van een groot van Noord- en Centraal-Europa tot de Kaukasus, Centraal-Azië en het gebied rond de Amoer. In België is de soort zeer zeldzaam. In Nederland is hij niet waargenomen. 